# Michel Canévet
Pour les articles homonymes, voir Canévet.
Michel Canévet est un homme politique français, né le 14 décembre 1960 à Pont-l'Abbé (Finistère), sénateur du Finistère depuis le 28 septembre 2014.

## Repères biographiques

### Vie privée et études
Né à Pont-l'Abbé le 14 décembre 1960, il est marié, père de trois enfants.
Michel Canévet a étudié au Likès à Quimper. Il est diplômé de Sup de Co Bretagne.

### Engagement politique
Élu conseiller municipal de Plonéour-Lanvern en 1983, il est élu maire le 5 avril 1992 en cours de mandat, en remplacement d'Armand Pavec, démissionnaire pour raison de santé. En 2004, il est élu président de la communauté de communes du Haut Pays Bigouden.
En mars 1992, il est également élu conseiller général du Canton de Plogastel-Saint-Germain sous l'étiquette UDF. Il est réélu en 1994, 2001 et 2008. En 1994 il devient vice-président du conseil général du Finistère, poste qu'il conserve jusqu'en 1998 lorsque le département change de majorité. Il est le principal animateur du groupe d'opposition Alliance pour le Finistère au conseil général après le départ de Jacques Le Guen pour le conseil régional en 2009.
Candidat malheureux aux élections législatives dans la septième circonscription du Finistère en 2002, 2007 et 2012, et au Sénat en 2008, il fait son entrée à la Haute-Assemblée le 1er octobre 2014 deux jours après son élection comme sénateur du Finistère à la tête d'une liste centriste. Il rejoint alors les rangs du groupe UDI-UC.
Membre du CDS et de l'UDF il suit un temps François Bayrou au MoDem avant de participer en 2009, aux côtés de Jean Arthuis à la création de l'Alliance centriste dont il préside la fédération du Finistère. En 2012, il fait partie des membres fondateurs de l'UDI.
Le 2 mars 2017, dans le cadre de l'affaire Fillon, il retire son soutien au candidat LR François Fillon à l'élection présidentielle, avant d'accorder son parrainage à Emmanuel Macron.
En 2020, il arrive en tête aux élections sénatoriales, avec 639 voix, juste devant la liste socialiste (632 voix). Cela lui permet d'obtenir deux sièges, alors que le PS n'en obtient qu'un. En 2021 il relaie au Sénat, dans le cadre de la proposition de loi sur la protection des lanceurs d'alerte, des amendements proposés par l'Association bretonne des industries agroalimentaires,.

## Mandats nationaux
- Sénateur du Finistère élu le 28 septembre 2014 (réélu le 27 septembre 2020)

## Mandats locaux
- Conseiller municipal de Plonéour-Lanvern depuis 1983.
- 7e Adjoint au maire de Plonéour-Lanvern de 1989 à 1992.
- Maire de Plonéour-Lanvern de 1992 à 2017.
- Conseiller général du Finistère élu dans le canton de Plogastel-Saint-Germain de 1992 à 2014, démissionne le 13 octobre 2014.
- Vice-Président du Conseil général du Finistère de 1994 à 1998.
- Président de la Communauté de communes du Haut Pays Bigouden de 2004 à 2017.

Démissionne de ses mandats de Président de la Communauté de Communes du Haut Pays Bigouden et de maire de Plonéour-Lanvern le 13 septembre 2017 en vertu de la loi sur le non-cumul des mandats.
- Reste conseiller communautaire de la CCHPB et conseiller municipal de Plonéour-Lanvern.

## Publications
Jules Verne, le Comte de Chanteleine, éditions Magellan et Cie, 2018, 154 p. préface de Michel Canevet,  (ISBN 978-2-35074-528-2)